# Joaquim Santos Júnior
Joaquim Santos Júnior (Barcelos, 1901 – Maia, 1990) foi um professor universitário e investigador português.

## Biografia

### Carreira profissional
Licenciou-se em Ciências Histórico-Naturais na Faculdade de Ciências da Universidade do Porto e em Medicina em 1932. Exerceu medicina durante muito pouco tempo, tendo-se dedicado ao ensino e à investigação. Assistente de Antropologia desde 1932, doutorou-se em 1944. Entre 1936 e 1956 realizou várias missões de investigação em Moçambique, um trabalho pioneiro pelo qual continua a ser reverenciado. Foi nomeado assistente da cadeira de Antropologia em 1932 e doutorou-se em 1944, fazendo concurso para Professor Extraordinário em 1948. Realizou diversas missões de estudo antropológico a África, entre 1936 e 1948, numa das quais, quando pretendia caçar uma borboleta rara, deu uma grave queda que lhe provocou alguma surdez, pelo que passou a usar um aparelho auditivo, além de uma deficiência permanente numa das pernas, o que o obrigou a ter de caminhar apoiado numa bengala.
Discípulo e continuador do Prof. Dr. Mendes Correia, foi director do Instituto de Antropologia da Universidade do Porto, que tem o nome daquele ilustre professor. Publicou dezenas de artigos académicos e várias obras, sobre Antropologia, Etnografia, Pré-História e Zoologia nomeadamente. Alguns desses artigos tiveram como cenário a cidade da Maia, destacando-se a descoberta e as primeiras referências, tanto em Portugal como no Estrangeiro, à Pedra Partida de Ardegães que contém, numa das faces, inscrições que se admitem pré-históricas. Nas Caldas Santas de Carvalhelhos, termas que frequentava com relativa assiduidade, para descanso e tratamento e onde era amigo do seu director-clínico, Augusto Gonçalves Moreno, com quem se cruzara na Faculdade de Medicina, fez a descoberta de um castro romano cujas escavações dirigiu pessoalmente iniciando-as à sua própria custa e só mais tarde obtendo um pequeno subsídio do Estado. Foi destacado membro da Sociedade Portuguesa de Antropologia e Etnologia, da Sociedade de Geografia de Lisboa, da Associação dos Arqueólogos Portugueses, da Sociedade Martins Sarmento, da Real Academia Galega, do Institut International d’Anthropologie e da Société Etnographique de Paris.
Santos Júnior foi ainda um prolífico ornitólogo, tendo sido pioneiro da anilhagem científica de aves e fundador da Reserva Ornitológica de Mindelo.

### Morte
Morreu em 1990, em Águas Santas, no concelho da Maia, na casa onde sempre viveu quando em território nacional.
Foi um professor exigente e uma personalidade notável que sempre se impôs pela sua simplicidade e simpatia aliadas a uma sólida cultura. O seu nome consta da lista de colaboradores da revista Feira da Ladra (1929-1943).